# Juan Vázquez (Leichtathlet)
Juan Carley Vázquez Gómez (* 13. Februar 2002) ist ein kubanischer Leichtathlet, der sich auf das Kugelstoßen spezialisiert hat.

## Sportliche Laufbahn
Erste internationale Erfahrungen sammelte Juan Vázquez im Jahr 2019, als er bei den U20-Panamerikameisterschaften in San José mit einer Weite von 20,16 m die Bronzemedaille mit der 6-kg-Kugel gewann. 2021 siegte er dann bei den U20-Weltmeisterschaften in Nairobi mit einem Stoß auf 19,73 m und gewann bei den erstmals ausgetragenen Panamerikanischen Juniorenspielen in Cali mit neuer Bestleistung von 17,85 m die Bronzemedaille hinter dem Argentinier Nazareno Sasia und Ronald Grueso aus Kolumbien. Im Jahr darauf belegte er bei den NACAC-Meisterschaften in Freeport mit 17,99 m den siebten Platz und 2023 gelangte er bei den Zentralamerika- und Karibikspielen (CAC) in San Salvador mit 17,97 m auf Rang acht.
In den Jahren 2019, 2022 und 2023 wurde Vázquez kubanischer Meister im Kugelstoßen.